# Liga das Nações da UEFA B de 2020–21
A Liga das Nações da UEFA B de 2020–21 foi a segunda divisão da edição 2020–21 da Liga das Nações da UEFA, a segunda temporada da competição internacional de futebol envolvendo as seleções masculinas das 55 federações membros da UEFA.

## Formato
Após uma mudança de formato na primeira temporada, a Liga B foi expandida de 12 para 16 times. A Liga B consiste nos melhores classificados entre 17º a 32º na classificação geral da Liga das Nações da UEFA de 2018–19, sendo estes divididos em quatro grupos de quatro. Cada equipe jogará seis partidas dentro de seu grupo, usando o formato de partidas em casa e fora em rodadas duplas em setembro, outubro e novembro de 2020. Os vencedores de cada grupo serão promovidos para a Liga das Nações da UEFA A de 2022–23 e o quarto colocado de cada grupo será rebaixado para a Liga das Nações da UEFA C de 2022–23.

## Equipes

### Mudanças de equipe
A seguir estão as mudanças de equipe da Liga B da temporada 2018–19:
| Promovido da Liga das Nações C                                  | Promovido da Liga das Nações C                                   |
| --------------------------------------------------------------- | ---------------------------------------------------------------- |
| Vencedores dos grupos: - Escócia - Finlândia - Noruega - Sérvia | Após mudança no formato: - Bulgária - Hungria - Israel - Romênia |

| Promovido da Liga das Nações A                        |
| ----------------------------------------------------- |
| - Bósnia e Herzegovina - Dinamarca - Suécia - Ucrânia |

As seguintes mudanças de equipe foram inicialmente definidas para ocorrer na Liga A, mas acabaram não ocorrendo depois de nenhuma equipe ter sido rebaixada devido à mudança de formato pela UEFA:
| Inicialmente rebaixado da Liga das Nações A |
| ------------------------------------------- |
| - Alemanha - Croácia - Islândia - Polónia   |

| Inicialmente rebaixado para Liga das Nações C       |
| --------------------------------------------------- |
| - Eslováquia - Irlanda - Irlanda do Norte - Turquia |

### Chaveamento
Na lista de acesso de 2020–21, a UEFA classificou as equipes com base na classificação geral da Liga das Nações da UEFA de 2018–19, com uma pequena modificação: as equipes que foram originalmente rebaixadas na temporada anterior foram classificadas imediatamente abaixo das equipes promovidas antes da mudança de formato. Os potes para a fase da liga foram confirmados em 4 de dezembro de 2019, e foram baseados na classificação da lista de acesso.
| Seleção       | Rank |
| ------------- | ---- |
| Rússia        | 17   |
| Áustria       | 18   |
| País de Gales | 19   |
| Tchéquia      | 20   |

| Seleção   | Rank |
| --------- | ---- |
| Escócia   | 21   |
| Noruega   | 22   |
| Sérvia    | 23   |
| Finlândia | 24   |

| Seleção          | Rank |
| ---------------- | ---- |
| Eslováquia       | 25   |
| Turquia          | 26   |
| Irlanda          | 27   |
| Irlanda do Norte | 28   |

| Seleção  | Rank |
| -------- | ---- |
| Bulgária | 29   |
| Israel   | 30   |
| Hungria  | 31   |
| Romênia  | 32   |

O sorteio para a fase de grupos ocorreu no Beurs van Berlage Conference Centre em Amesterdão, Holanda, em 3 de março de 2020. Cada grupo contém uma equipe de cada pote.

## Grupos
O calendário original foi confirmado pela UEFA em 3 de março de 2020, após o sorteio. O calendário da fase de grupos foi revista pelo Comitê Executivo da UEFA durante a sua reunião de 17 de junho de 2020. Na reunião, a UEFA decidiu ajustar o calendário de jogos para outubro e novembro de 2020, a fim de que um jogo adicional fosse disputado em cada janela.
Nas rodadas 1 até 4 (setembro e outubro de 2020) o fuso horário utilizado será o UTC+2. E nas rodadas 5 e 6 (novembro de 2020) será utilizado o fuso horário UTC+1.
|  | Equipe promovida para a Liga das Nações da UEFA A de 2022–23 |
|  | Equipe rebaixada para a Liga das Nações da UEFA C de 2022–23 |

### Grupo 1
| Pos | Equipe               | Pts | J | V | E | D | GP | GC | SG | Promovido ou rebaixado |     | Áustria | Noruega | Romênia | Irlanda do Norte |
| --- | -------------------- | --- | - | - | - | - | -- | -- | -- | ---------------------- | --- | ------- | ------- | ------- | ---------------- |
| 1   | Áustria (P)          | 13  | 6 | 4 | 1 | 1 | 9  | 6  | +3 | Promovido à Liga A     |     | —       | 1–1     | 2–3     | 2–1              |
| 2   | Noruega              | 10  | 6 | 3 | 1 | 2 | 12 | 7  | +5 |                        |     | 1–2     | —       | 4–0     | 1–0              |
| 3   | Romênia              | 8   | 6 | 2 | 2 | 2 | 8  | 9  | −1 |                        | 0–1 | 3–0     | —       | 1–1     |                  |
| 4   | Irlanda do Norte (R) | 2   | 6 | 0 | 2 | 4 | 4  | 11 | −7 | Rebaixado à Liga C     |     | 0–1     | 1–5     | 1–1     | —                |

1. ↑  A partida entre Romênia e Noruega, originalmente marcada para 15 de novembro de 2020, foi cancelada depois que a seleção norueguesa foi proibida de viajar para a Romênia pelo governo norueguês devido a um teste positivo de COVID-19 na equipe.[11] A UEFA declarou a vitória por 3–0 para a Romênia.[12]

| 4 de setembro de 2020 | Romênia    | 1 – 1     | Irlanda do Norte | Arena Națională, Bucareste                |
| 20:45                 | Pușcaș 26' | Relatório | Whyte 87'        | Público: 0 Árbitro: FRA François Letexier |

| 4 de setembro de 2020 | Noruega    | 1 – 2     | Áustria                              | Ullevaal Stadion, Oslo                     |
| 20:45                 | Håland 67' | Relatório | Gregoritsch 36' · Sabitzer 55' (pen) | Público: 0 Árbitro: FIN Mattias Gestranius |

| 7 de setembro de 2020 | Irlanda do Norte | 1 – 5     | Noruega                                            | Windsor Park, Belfast                      |
| 20:45                 | McNair 7'        | Relatório | Elyounoussi 3' · Håland 8', 59' · Sørloth 20', 48' | Público: 0 Árbitro: POL Bartosz Frankowski |

| 7 de setembro de 2020 | Áustria                       | 2 – 3     | Romênia                             | Wörthersee Stadion, Klagenfurt       |
| 20:45                 | Baumgartner 18' · Onisiwo 82' | Relatório | Alibec 4' · Grigore 52' · Maxim 71' | Público: 0 Árbitro: SWE Glenn Nyberg |

| 11 de outubro de 2020 | Noruega                            | 4 – 0     | Romênia | Ullevaal Stadion, Oslo     |
| 18:00                 | Håland 13', 64', 74' · Sørloth 39' | Relatório |         | Árbitro: SVK Ivan Kružliak |

| 11 de outubro de 2020 | Irlanda do Norte | 0 – 1     | Áustria         | Windsor Park, Belfast       |
| 20:45                 |                  | Relatório | Gregoritsch 42' | Árbitro: CZE Petr Ardeleanu |

| 14 de outubro de 2020 | Noruega           | 1 – 0     | Irlanda do Norte | Ullevaal Stadion, Oslo     |
| 20:45                 | Dallas 68' (g.c.) | Relatório |                  | Árbitro: EST Kristo Tohver |

| 14 de outubro de 2020 | Romênia | 0 – 1     | Áustria    | Estádio Ilie Oană, Ploiești   |
| 20:45                 |         | Relatório | Schöpf 76' | Árbitro: POL Daniel Stefanski |

| 15 de novembro de 2020 | Romênia | 3 – 0     | Noruega | Arena Națională, Bucareste |
| 20:45                  |         | Relatório |         | Árbitro: TUR Ali Palabıyık |

| 15 de novembro de 2020 | Áustria                | 2 – 1     | Irlanda do Norte | Ernst-Happel-Stadion, Viena   |
| 20:45                  | Schaub 81' · Grbić 87' | Relatório | Magennis 75'     | Árbitro: ITA Maurizio Mariani |

| 18 de novembro de 2020 | Irlanda do Norte | 1 – 1     | Romênia      | Windsor Park, Belfast       |
| 20:45                  | Boyce 56'        | Relatório | Bicfalvi 81' | Árbitro: SUI Sandro Schärer |

| 18 de novembro de 2020 | Áustria     | 1 – 1     | Noruega   | Ernst-Happel-Stadion, Viena |
| 20:45                  | Grbić 90+4' | Relatório | Zahid 61' | Árbitro: FRA Benoît Bastien |

### Grupo 2
| Pos | Equipe         | Pts | J | V | E | D | GP | GC | SG | Promovido ou rebaixado |     | República Checa | Escócia | Israel | Eslováquia |
| --- | -------------- | --- | - | - | - | - | -- | -- | -- | ---------------------- | --- | --------------- | ------- | ------ | ---------- |
| 1   | Tchéquia (P)   | 12  | 6 | 4 | 0 | 2 | 9  | 5  | +4 | Promovido à Liga A     |     | —               | 1–2     | 1–0    | 2–0        |
| 2   | Escócia        | 10  | 6 | 3 | 1 | 2 | 5  | 4  | +1 |                        |     | 1–0             | —       | 1–1    | 1–0        |
| 3   | Israel         | 8   | 6 | 2 | 2 | 2 | 7  | 7  | 0  |                        | 1–2 | 1–0             | —       | 1–1    |            |
| 4   | Eslováquia (R) | 4   | 6 | 1 | 1 | 4 | 5  | 10 | −5 | Rebaixado à Liga C     |     | 1–3             | 1–0     | 2–3    | —          |

| 4 de setembro de 2020 | Escócia              | 1 – 1     | Israel     | Hampden Park, Glasgow                 |
| 20:45                 | Christie 45+1' (pen) | Relatório | Zahavi 74' | Público: 0 Árbitro: SVN Slavko Vinčić |

| 4 de setembro de 2020 | Eslováquia  | 1 – 3     | Tchéquia                                     | Tehelné pole, Bratislava                 |
| 20:45                 | Schranz 89' | Relatório | Coufal 49' · Dočkal 54' (pen) · Krmenčík 87' | Público: 0 Árbitro: LVA Andris Treimanis |

| 7 de setembro de 2020 | Israel        | 1 – 1     | Eslováquia | Estádio Netanya, Netanya                 |
| 20:45                 | Elmkies 90+2' | Relatório | Ďuriš 15'  | Público: 0 Árbitro: MNE Nikola Dabanović |

| 7 de setembro de 2020 | Tchéquia  | 1 – 2     | Escócia                        | Andrův stadion, Olomouc                  |
| 20:45                 | Pešek 13' | Relatório | Dykes 28' · Christie 53' (pen) | Público: 0 Árbitro: NED Serdar Gözübüyük |

| 11 de outubro de 2020 | Israel     | 1 – 2     | Tchéquia                         | Estádio Sammy Ofer, Haifa  |
| 20:45                 | Zahavi 56' | Relatório | Abu Hanna 14' (g.c.) · Vydra 48' | Árbitro: POR Tiago Martins |

| 11 de outubro de 2020 | Escócia   | 1 – 0     | Eslováquia | Hampden Park, Glasgow     |
| 20:45                 | Dykes 54' | Relatório |            | Árbitro: ITA Davide Massa |

| 14 de outubro de 2020 | Escócia   | 1 – 0     | Tchéquia | Hampden Park, Glasgow     |
| 20:45                 | Fraser 6' | Relatório |          | Árbitro: GER Felix Zwayer |

| 14 de outubro de 2020 | Eslováquia           | 2 – 3     | Israel               | Estádio Anton Malatinský, Trnava |
| 20:45                 | Hamšík 16' · Mak 38' | Relatório | Zahavi 68', 76', 89' | Árbitro: ESP Alejandro Hernández |

| 15 de novembro de 2020 | Eslováquia | 1 – 0     | Escócia | Estádio Anton Malatinský, Trnava |
| 16:00                  | Greguš 32' | Relatório |         | Árbitro: ROU István Kovács       |

| 15 de novembro de 2020 | Tchéquia  | 1 – 0     | Israel | Doosan Arena, Plzeň          |
| 20:45                  | Darida 7' | Relatório |        | Árbitro: SRB Srđan Jovanović |

| 18 de novembro de 2020 | Israel      | 1 – 0     | Escócia | Estádio Netanya, Netanya      |
| 20:45                  | Solomon 44' | Relatório |         | Árbitro: POL Paweł Raczkowski |

| 18 de novembro de 2020 | Tchéquia                  | 2 – 0     | Eslováquia | Doosan Arena, Plzeň       |
| 20:45                  | Souček 17' · Ondrášek 55' | Relatório |            | Árbitro: TUR Cüneyt Çakır |

### Grupo 3
| Pos | Equipe      | Pts | J | V | E | D | GP | GC | SG | Promovido ou rebaixado |     | Hungria | Rússia | Sérvia | Turquia |
| --- | ----------- | --- | - | - | - | - | -- | -- | -- | ---------------------- | --- | ------- | ------ | ------ | ------- |
| 1   | Hungria (P) | 11  | 6 | 3 | 2 | 1 | 7  | 4  | +3 | Promovido à Liga A     |     | —       | 2–3    | 1–1    | 2–0     |
| 2   | Rússia      | 8   | 6 | 2 | 2 | 2 | 9  | 12 | −3 |                        |     | 0–0     | —      | 3–1    | 1–1     |
| 3   | Sérvia      | 6   | 6 | 1 | 3 | 2 | 9  | 7  | +2 |                        | 0–1 | 5–0     | —      | 0–0    |         |
| 4   | Turquia (R) | 6   | 6 | 1 | 3 | 2 | 6  | 8  | −2 | Rebaixado à Liga C     |     | 0–1     | 3–2    | 2–2    | —       |

1. 1 2  Empatados em confronto direto (2) e saldo de gols confronto direto (0). Golos frente a frente fora de casa: Sérvia 2, Turquia 0.

| 3 de setembro de 2020 | Turquia | 0 – 1     | Hungria        | Estádio Sivas 4 Eylül, Sivas              |
| 15:45                 |         | Relatório | Szoboszlai 81' | Público: 0 Árbitro: POR Artur Soares Dias |

| 3 de setembro de 2020 | Rússia                                | 3 – 1     | Sérvia       | VTB Arena, Moscou                      |
| 15:45                 | Dzyuba 49' (pen), 82' · Karavayev 70' | Relatório | Mitrović 79' | Público: 0 Árbitro: SCO William Collum |

| 6 de setembro de 2020 | Hungria                  | 2 – 3     | Rússia                                             | Puskás Aréna, Budapeste                  |
| 18:00                 | Sallai 63' · Nikolić 71' | Relatório | Mirantchuk 16' · Ozdoyev 35' · Mário Fernandes 47' | Público: 0 Árbitro: ITA Maurizio Mariani |

| 6 de setembro de 2020 | Sérvia | 0 – 0     | Turquia | Estádio Estrela Vermelha, Belgrado       |
| 20:45                 |        | Relatório |         | Público: 0 Árbitro: BLR Aleksei Kulbakov |

| 11 de outubro de 2020 | Sérvia | 0 – 1     | Hungria     | Estádio Estrela Vermelha, Belgrado |
| 20:45                 |        | Relatório | Könyves 20' | Árbitro: SUI Sandro Schärer        |

| 11 de outubro de 2020 | Rússia         | 1 – 1     | Turquia     | VTB Arena, Moscou      |
| 20:45                 | Mirantchuk 28' | Relatório | Karaman 62' | Árbitro: SVN Matej Jug |

| 14 de outubro de 2020 | Turquia                    | 2 – 2     | Sérvia                                    | Türk Telekom Arena, Istambul |
| 20:45                 | Çalhanoğlu 57' · Tufan 76' | Relatório | Milinković-Savić 22' · Mitrović 49' (pen) | Árbitro: BUL Georgi Kabakov  |

| 14 de outubro de 2020 | Rússia | 0 – 0     | Hungria | VTB Arena, Moscou           |
| 20:45                 |        | Relatório |         | Árbitro: ENG Michael Oliver |

| 15 de novembro de 2020 | Turquia                                   | 3 – 2     | Rússia                       | Estádio Olímpico Atatürk, Istambul |
| 18:00                  | Karaman 26' · Ünder 32' · Tosun 52' (pen) | Relatório | Cheryshev 11' · Kuzyayev 57' | Árbitro: POL Szymon Marciniak      |

| 15 de novembro de 2020 | Hungria    | 1 – 1     | Sérvia       | Puskás Aréna, Budapeste   |
| 20:45                  | Kalmár 39' | Relatório | Radonjić 17' | Árbitro: SWE Glenn Nyberg |

| 18 de novembro de 2020 | Sérvia                                                          | 5 – 0     | Rússia | Estádio Estrela Vermelha, Belgrado |
| 20:45                  | Radonjić 10' · Jović 25', 45+1' · Vlahović 41' · Mladenović 64' | Relatório |        | Árbitro: ENG Anthony Taylor        |

| 18 de novembro de 2020 | Hungria                 | 2 – 0     | Turquia | Puskás Aréna, Budapeste    |
| 20:45                  | Sigér 57' · Varga 90+5' | Relatório |         | Árbitro: SVK Ivan Kružliak |

### Grupo 4
| Pos | Equipe            | Pts | J | V | E | D | GP | GC | SG | Promovido ou rebaixado |     | País de Gales | Finlândia | República da Irlanda | Bulgária |
| --- | ----------------- | --- | - | - | - | - | -- | -- | -- | ---------------------- | --- | ------------- | --------- | -------------------- | -------- |
| 1   | País de Gales (P) | 16  | 6 | 5 | 1 | 0 | 7  | 1  | +6 | Promovido à Liga A     |     | —             | 3–1       | 1–0                  | 1–0      |
| 2   | Finlândia         | 12  | 6 | 4 | 0 | 2 | 7  | 5  | +2 |                        |     | 0–1           | —         | 1–0                  | 2–0      |
| 3   | Irlanda           | 3   | 6 | 0 | 3 | 3 | 1  | 4  | −3 |                        | 0–0 | 0–1           | —         | 0–0                  |          |
| 4   | Bulgária (R)      | 2   | 6 | 0 | 2 | 4 | 2  | 7  | −5 | Rebaixado à Liga C     |     | 0–1           | 1–2       | 1–1                  | —        |

| 3 de setembro de 2020 | Bulgária  | 1 – 1     | Irlanda     | Estádio Nacional Vasil Levski, Sófia  |
| 20:45                 | Kraev 57' | Relatório | Duffy 90+4' | Público: 0 Árbitro: NED Dennis Higler |

| 3 de setembro de 2020 | Finlândia | 0 – 1     | País de Gales | Estádio Olímpico, Helsínquia           |
| 20:45                 |           | Relatório | Moore 81'     | Público: 0 Árbitro: GER Daniel Siebert |

| 6 de setembro de 2020 | País de Gales     | 1 – 0     | Bulgária | Cardiff City Stadium, Cardiff           |
| 15:00                 | N. Williams 90+5' | Relatório |          | Público: 0 Árbitro: POR Fábio Veríssimo |

| 6 de setembro de 2020 | Irlanda | 0 – 1     | Finlândia  | Aviva Stadium, Dublin                 |
| 18:00                 |         | Relatório | Jensen 65' | Público: 0 Árbitro: ITA Fabio Maresca |

| 11 de outubro de 2020 | Irlanda | 0 – 0     | País de Gales | Aviva Stadium, Dublin                |
| 15:00                 |         | Relatório |               | Árbitro: GRE Anastasios Sidiropoulos |

| 11 de outubro de 2020 | Finlândia               | 2 – 0     | Bulgária | Estádio Olímpico, Helsínquia |
| 18:00                 | Taylor 52' · Jensen 67' | Relatório |          | Árbitro: BEL Erik Lambrechts |

| 14 de outubro de 2020 | Finlândia  | 1 – 0     | Irlanda | Estádio Olímpico, Helsínquia |
| 18:00                 | Jensen 66' | Relatório |         | Árbitro: SUI Lionel Tschudi  |

| 14 de outubro de 2020 | Bulgária | 0 – 1     | País de Gales   | Estádio Nacional Vasil Levski, Sófia |
| 20:45                 |          | Relatório | J. Williams 85' | Árbitro: AZE Aliyar Aghayev          |

| 15 de novembro de 2020 | Bulgária        | 1 – 2     | Finlândia            | Estádio Nacional Vasil Levski, Sófia |
| 18:00                  | Iliev 68' (pen) | Relatório | Pukki 7' · Lod 45+1' | Árbitro: LTU Donatas Rumšas          |

| 15 de novembro de 2020 | País de Gales | 1 – 0     | Irlanda | Cardiff City Stadium, Cardiff |
| 18:00                  | Brooks 67'    | Relatório |         | Árbitro: CZE Petr Ardeleanu   |

| 18 de novembro de 2020 | Irlanda | 0 – 0     | Bulgária | Aviva Stadium, Dublin        |
| 20:45                  |         | Relatório |          | Árbitro: BEL Lawrence Visser |

| 18 de novembro de 2020 | País de Gales                      | 3 – 1     | Finlândia | Cardiff City Stadium, Cardiff  |
| 20:45                  | Wilson 29' · James 46' · Moore 84' | Relatório | Pukki 63' | Árbitro: ESP Jesús Gil Manzano |

## Classificação geral
As 16 equipes da Liga B serão classificadas entre 17º à 32º na Liga das Nações da UEFA de 2020–21 de acordo com as seguintes regras:
- As equipes que terminarem em primeiro nos grupos serão classificadas entre 17º à 20º de acordo com os resultados da fase de grupos
- As equipes que terminarem em segundo lugar nos grupos serão classificadas entre 21º à 24º de acordo com os resultados da fase de grupos.
- As equipes que terminarem em terceiro lugar nos grupos serão classificadas entre 25º à 28º de acordo com os resultados da fase de grupos.
- As equipes que terminarem em quarto lugar nos grupos serão classificadas entre 29º à 32º de acordo com os resultados da fase de grupos.

| Pos | Grp | Equipe           | Pts | J | V | E | D | GP | GC | SG |
| --- | --- | ---------------- | --- | - | - | - | - | -- | -- | -- |
| 17  | B4  | País de Gales    | 16  | 6 | 5 | 1 | 0 | 7  | 1  | +6 |
| 18  | B1  | Áustria          | 13  | 6 | 4 | 1 | 1 | 9  | 6  | +3 |
| 19  | B2  | Tchéquia         | 12  | 6 | 4 | 0 | 2 | 9  | 5  | +4 |
| 20  | B3  | Hungria          | 11  | 6 | 3 | 2 | 1 | 7  | 4  | +3 |
|     |     |                  |     |   |   |   |   |    |    |    |
| 21  | B4  | Finlândia        | 12  | 6 | 4 | 0 | 2 | 7  | 5  | +2 |
| 22  | B1  | Noruega          | 10  | 6 | 3 | 1 | 2 | 12 | 7  | +5 |
| 23  | B2  | Escócia          | 10  | 6 | 3 | 1 | 2 | 5  | 4  | +1 |
| 24  | B3  | Rússia           | 8   | 6 | 2 | 2 | 2 | 9  | 12 | −3 |
|     |     |                  |     |   |   |   |   |    |    |    |
| 25  | B2  | Israel           | 8   | 6 | 2 | 2 | 2 | 7  | 7  | 0  |
| 26  | B1  | Romênia          | 8   | 6 | 2 | 2 | 2 | 8  | 9  | −1 |
| 27  | B3  | Sérvia           | 6   | 6 | 1 | 3 | 2 | 9  | 7  | +2 |
| 28  | B4  | Irlanda          | 3   | 6 | 0 | 3 | 3 | 1  | 4  | −3 |
|     |     |                  |     |   |   |   |   |    |    |    |
| 29  | B3  | Turquia          | 6   | 6 | 1 | 3 | 2 | 6  | 8  | −2 |
| 30  | B2  | Eslováquia       | 4   | 6 | 1 | 1 | 4 | 5  | 10 | −5 |
| 31  | B4  | Bulgária         | 2   | 6 | 0 | 2 | 4 | 2  | 7  | −5 |
| 32  | B1  | Irlanda do Norte | 2   | 6 | 0 | 2 | 4 | 4  | 11 | −7 |

## Estatísticas

### Artilheiros
6 gols
- NOR Erling Haaland

5 gols
- ISR Eran Zahavi

3 gols
- FIN Fredrik Jensen
- NOR Alexander Sørloth

2 gols
- AUT Michael Gregoritsch
- RUS Artem Dzyuba
- RUS Anton Mirantchuk
- SCO Ryan Christie
- SCO Lyndon Dykes
- SRB Aleksandar Mitrović

1 gol
- AUT Marcel Sabitzer
- AUT Christoph Baumgartner
- AUT Karim Onisiwo
- AUT Alessandro Schöpf
- BUL Bozhidar Kraev
- CZE Vladimír Coufal
- CZE Bořek Dočkal
- CZE Michael Krmenčík
- CZE Jakub Pešek
- CZE Matěj Vydra
- FIN Robert Taylor
- HUN Dominik Szoboszlai
- HUN Roland Sallai
- HUN Nemanja Nikolić
- HUN Norbert Könyves
- ISR Ilay Elmkies
- NIR Gavin Whyte
- NIR Patrick McNair
- NOR Mohamed Elyounoussi
- IRL Shane Duffy
- ROU George Pușcaș
- ROU Denis Alibec
- ROU Dragoș Grigore
- ROU Alexandru Maxim
- RUS Vyacheslav Karavayev
- RUS Magomed Ozdoyev
- RUS Mário Fernandes
- SCO Ryan Fraser
- SRB Sergej Milinković-Savić
- SVK Ivan Schranz
- SVK Michal Ďuriš
- SVK Marek Hamšík
- SVK Róbert Mak
- TUR Kenan Karaman
- TUR Hakan Çalhanoğlu
- TUR Ozan Tufan
- WAL Kieffer Moore
- WAL Neco Williams
- WAL Jonny Williams

Gol-contra
- ISR Joel Abu Hanna (para a Tchéquia)
- NIR Stuart Dallas (para a Noruega)